# Augustin d'Ancône
Augustin d'Ancône (1243, Ancône -  2 avril 1328 Naples) est un théologien médiéval. Il est célèbre pour sa défense de la théocratie et du pouvoir papal. Son ouvrage principal est la Summa de Potestate ecclesiastica.

## Biographie
Augustin d'Ancône naquit à Ancône probablement vers 1275 ; on ignore tout de sa vie, même si sa naissance est rapportée en 1243, de Benedetto Trionfi (issu d'une famille noble de la région) et de Ginevra Bompiani, sœur du bienheureux Guglielmo Bompiani, appartenant à l'ordre des ermites de Saint-Augustin, qui le dirigea rapidement vers la vie religieuse,.
À 17 ans, il rejoignit le même ordre que son oncle maternel et envoyé étudier à Paris où il fut disciple de saint Thomas d'Aquin.
À partir de 1271, il enseigna lui-même la théologie à l'université de cette ville.
En 1274, malgré son jeune âge, il fut chargé par le pape Grégoire X de participer au concile de Lyon, à la place de Thomas d'Aquin , décédé pendant son voyage.
Il fut ensuite appelé à Naples par Charles II d'Anjou, qui le désirait comme théologien et conseiller. Lui et son fils Robert Ier ont également utilisé ses compétences pour gérer les affaires d'État avec d'autres princes. En signe de gratitude, ils multiplièrent les couvents augustins en Calabre.
Il mourut dans la ville campanienne le 2 avril 1328 à l'âge de 85 ans et fut enterré dans l'église de Sant'Agostino, devant le maître-autel.
Augustin est connu pour sa Summa de potestate ecclesiastica , imprimée en 1473 devenu un ouvrage de référence sur les arguments papaux à la fin du XVIe siècle, réimprimée à plusieurs reprises. Avec Jacques de Viterbe , Egidio Colonna (de) et Alvarus Pelagius (en), Augustin fut l'un des principaux juristes pro-papals . Son titre de « Triumphus » est attesté pour la première fois au XVIe siècle.
L'épigraphe d'une pierre tombale reconstituée dont la fiabilité a été mise en doute se lit comme suit : 
« ANNO DOMINI MCCCXXVIII / DIE SECVNDA APRILIS /INDITIONE XI. / OBIIT BEATVS AVGVSTINVS / TRIVMPHVS DE ANCONA / MAGISTER IN SACRA PAGINA / ORDINIS PATRVM EREMITARVM / SANCTI AVGVSTINI / QVI VIXIT ANNOS LXXXV. /EDIDITQ(ue). SVO ANGELICO INGENIO / XXXVI. VOLVMINA LIBRORVM / SANCTVS IN VITA ET /CLARVS IN SCIENTIA / VNDE OMNES DEBENT SEQVI / TALEM VIRVM. QVI FVIT / RELIGIONE SPECVLVM.Cited text. »
— 

« En l'an du Seigneur 1328, le 2 avril, 11e indiction, mourut le bienheureux Agostino Trionfi d'Ancône. Maître des Saintes Écritures, de l'Ordre des Pères Ermites de Saint-Augustin, qui vécut 85 ans. Avec son génie angélique, il écrivit 36 volumes. Saint de son vivant et illustre par la science, un tel homme, d'une religiosité sans tache, doit être pris en exemple par tous »
.

## Oeuvres
- Summa de potestate ecclesiastica. Arnold ter Hoernen, Cologne 26.I.1475 digital
- Quodlibeta: quae Parisiis difendit publice.
- In quatuor Libros Sententiarum.
- Contra Divinatores, et Somniatores: hortatu Simonis S. R. E. Presb. Card. Sanctae Ceciliae.
- Super facto Templariorum,
- Liber de Amore Spiritus Sancii, et alter de Resurrectione mortuorum: quos Leonardo Quercino S. R. E. Cord. Albano dedicavit.
- De Spirita Sancto contra Graecos.
- De praedestinatione et praescientia.
- De Libero Arbitrio.
- De Consolatione Animarum Beatarum.
- Decretalem, Firmiter, de Summa Trinitate, et Fide Catholica explanavit: rogante Joanne Britanno Viro illustri, et Ecclesiae Varadiensis, Rectore.
- In Ezechielem, in Matthaeum, in Marcum, in Joannem.
- In Epistolas omnes Pauli, lib. XIV.
- Catena Patrum in omnes Epistolas Pauli.
- In Acta Apostolorum.
- Catena Patrum in Acta Apostolorum.
- In Apocalypsim.
- In Epistolas Pauli Canonicas : novum, et copiosius, ingeniosiusque Opus tertio edidit, quod Gerardo Archidiacono Tolosano, Gerardi Parmensis Cardinalis Episcopi Sabinensis Nepoti inscripsit.
- In Cap. I. Lucae super Missus est; super Ave Maria; super Canticum Magnificat.
- De introitu Terrae Promissionis.
- De Canticu Spirituali, sive de decem Chordis.
- De Potestate Ecclesiastica ad Joannem XXII.
- De Potestate Collegi, mortuo Papa.
- De Potestare Praelatorum.
- De Thesauro Ecclesiae.
- De Sacerdotio et Regno, ac de donatione Constantini.
- De Praedicatione Generis et Speciei.
- Destructio Arboris Porphyrianae.
- De Cognitione et potentiis Animae.
- Expositiones et Quaest. in lib. Priorum Arist.
- Commentatio in lib. Posteriorium.
- Commentarios in lib. Priorum et Posteriorum: distinctius postea ornatiusque digessit rogatu Conradi Filii Guidonis Comitis Montis Feretri, Fratris Augustiniani, Discipuli sui.
- Commentatio super duodecim libros Metaphysicorum.
- Sermones ejus Dominicales ad Clerum, et Sermones de Sanctis ad eumdem: extant Romae in Bibliotheca Augustiniana.
- Tabula, sive Judex in Moralia S. Gregorii, aliosque ejus libros, et tractatus: est in Bibliotheca S. Marci Mediolani.
- Milleloquium ; insigne ex scriptis D. Augustini Volumen : idem inchoavit sed mors interveniens scribentem interturbavit. Bartholomaeus deinde Vrbinatium Episcopus , et ipse Augustinianus, perfecit quare et hujus nomen praefert.